# Síncope vasovagal
A síncope vasovagal ou síndrome vasovagal (também chamada síncope neuromediada ou síncope neurocardiogénica) é uma síncope (ou desmaio) relacionada à ativação inapropriada do nervo vago, que faz parte do sistema nervoso parassimpático. Ela pode ocorrer em qualquer faixa etária, sendo mais comum em jovens entre 10 e 30 anos.
Cerca de 70% dos pacientes que procuram serviços de saúde em decorrência de desmaios têm a síndrome vasovagal.

## Sinais e sintomas
Os episódios de síncope vasovagal geralmente ocorrem quando a pessoa está exposta a um gatilho específico. Antes de perder a consciência, o indivíduo experimenta os primeiros sinais ou sintomas tais como: tonturas, náuseas, a sensação de estar extremamente quente ou frio (acompanhada de sudorese), zumbido nos ouvidos, sensação desconfortável no coração, pensamentos vagos, confusão, uma ligeira incapacidade de falar, fraqueza e distúrbios visuais (como luzes parecendo muito brilhante), visão em túnel, manchas na visão ou um sentimento de nervosismo. Os sintomas duram por alguns minutos antes da perda de consciência (se for perdida), o que normalmente acontece quando a pessoa está sentada ou em pé.
Quando o doente desmaia e seu corpo vai ao chão o sangue é rapidamente distribuído pelo seu corpo até chegar ao cérebro, fazendo assim com que a pessoa recupere a consciência. Se a pessoa desmaia, mas fica numa posição onde sua cabeça permanece elevada acima do tronco, o sangue pode ficar impedido de voltar ao cérebro.
Quando uma pessoa sem a síndrome fica em pé, essa força desloca cerca de 30% do volume de sangue para os membros inferiores. Nessa situação, o corpo precisa da ação do sistema nervoso autônomo para bombear o sangue de volta para o cérebro. No caso de quem é diagnosticado com a síndrome vasovagal, a contração dos vasos sanguíneos, que é fundamental para esse bombeamento, não é eficiente.
A quantidade de sangue diminui nas carótidas e no coração. As artérias do peito e do pescoço têm sensores que detectam se a pressão está maior ou menor. Quando os vasos estão vazios, os sensores automaticamente mandam um estímulo para o cérebro. Com a adrenalina, o coração bate mais rápido, a circulação aumenta e aparecem os sintomas.

## Causas
A síncope vasovagal ocorre em resposta a um gatilho, com um mau funcionamento correspondente nas partes do sistema nervoso que regulam a taxa cardíaca e pressão arterial. Quando a frequência cardíaca diminui, a pressão arterial cai, e a resultante falta de sangue no cérebro provoca desmaios e confusão.
Gatilhos típicos para os episódios da síncope incluem:
- Tempo prolongado em pé ou sentado
- Depois ou durante a micção (micção síncope)
- Levantando-se muito rapidamente (hipotensão ortostática)
- Durante ou procedimentos pós-biópsia.
- Estresse diretamente relacionadas com trauma
- Estresse
- Síndrome de taquicardia ortostática (POTS): Vários episódios crônicos posturais são vivida diariamente por muitos pacientes diagnosticados com esta síndrome. Os episódios são mais comumente manifestada em pé.
- Quaisquer estímulos dolorosos ou desagradáveis, tais como:
  - Trauma
  - Assistindo ou passando por procedimentos médicos (tais como a punção venosa ou injeção)
  - Alta pressão sobre ou em torno da área do peito após o exercício pesado
- Cólicas menstruais graves
- Sensibilidade à dor
- Excitação ou estimulantes, por exemplo, sexo, cócegas, ou adrenalina
- Início súbito de emoções extremas
- Insônia
- Desidratação
- Hiperventilação[7]
- Fome
- Estar exposto a altas temperaturas
- Pressionando em cima de certos lugares na garganta, seios, e os olhos (também conhecido como estimulação reflexo vagal quando realizado clinicamente)
- O uso de certos fármacos que afetam a pressão arterial, tais como cocaína, álcool, marijuana, inalantes, opiáceos
- Ver sangue
- (Menos comumente) Taxa de açúcares no sangue baixa
- Problemas estomacais (que façam o estômago expandir e ativar o nervo vago)

### Reação de lutar ou fugir
Uma pesquisa de 2014 e uma de 2015, esta última realizada em conjunto por três universidades, sugerem que a síncope vasovagal pode ser na realidade uma evolução do FFF (Fight, Flight, Freeze), em português Reação de lutar ou fugir, visando assim a integridade, preservação e saúde do cérebro.

## Sintomas
O sintoma pós-desmaio é a rápida recuperação (menos que 5 minutos) da consciência, sem sonolência ou confusão mental. Uma duração da perda da consciência maior que 5 minutos pode sugerir o diagnóstico de epilepsia.
Os sintomas pré-desmaio são:
- Diminuição da visão e zumbidos nos ouvidos[11]
- Palidez da pele
- Vertigens
- Náusea
- Sensação de calor ou frio
- Suor
- Visão de túnel (perda da visão periférica)[12]

## Tratamentos
O Tratamento para vasovagal se concentra na prevenção de gatilhos, em restaurar o fluxo sanguíneo para o cérebro durante um episódio iminente, e medidas que interrompam ou impeçam o mecanismo fisiopatológico descrito acima.
A base do tratamento é evitar fatores desencadeantes conhecidos por causarem a síncope nessa pessoa. No entanto, um novo desenvolvimento na pesquisa psicológica mostrou que pacientes apresentam grandes reduções de síncope vasovagal através de terapia (se o gatilho for mental ou emocional, por exemplo, visão de sangue). No entanto, se o gatilho é um medicamento específico, então evasão é o único tratamento.
Como a síncope vasovagal provoca uma diminuição da pressão sanguínea, relaxar o corpo inteiro como um modo de evitá-la não é favorável. Um paciente pode mover ou cruzar as pernas e apertar os músculos das pernas para impedir a pressão arterial de cair tão drasticamente antes de um gatilho.
Antes dos eventos que acionam os gatilhos conhecidos, o paciente pode aumentar o consumo de sal e líquidos para aumentar o volume de sangue. As bebidas esportivas ou bebidas com eletrólitos podem ser particularmente úteis.
A descontinuação de medicamentos conhecidos por reduzir a pressão arterial pode ser útil, no entanto, parar de tomar anti-hipertensivos também pode ser perigoso em algumas pessoas. Tomar remédios anti-hipertensivos pode piorar a síncope, uma vez que aumentar a pressão arterial pode ter sido a forma como o corpo compensa a diminuição da pressão arterial causada pela síncope.
Os pacientes devem ser instruídos sobre como responder a novos episódios de síncope, especialmente se eles experimentam sinais prodrômicos: eles devem deitar-se e levantar as pernas, ou pelo menos baixar a sua cabeça para aumentar o fluxo sanguíneo para o cérebro. Se o indivíduo perdeu a consciência, ele ou ela deve ser estabelecido com a sua cabeça virada para o lado. Roupas apertadas devem ser afrouxadas. Se o gatilho for conhecido, deve ser removido se possível (por exemplo, a causa da dor).
O uso de meias elástica de compressão graduada pode ser útil.
Há certos exercícios de treinamento ortostático que foram comprovados para melhorar os sintomas em pessoas com síncope vasovagal recorrente. Uma técnica chamada "tensão aplicada", que envolve aprender a tensão os músculos do tronco, braços e pernas é eficaz para síncope vasovagal.

### Certos medicamentos que podem ser úteis
Medicamentos para a pressão arterial. Beta-bloqueadores são feitos para tratar a hipertensão. Mas na síncope vasovagal seu principal efeito está em evitar a taquicardia que pode ser o gatilho dos sintomas vagais ou de hipotensão. Estudos randomizados entretanto não encontraram efetividade dos betabloqueadores usados com ibjetivo de reduzir as crises, entretanto a experiência médica mostra que em alguns pacientes os sintomas prodrômicos como palpitação e sudorese podem ser minimizados.
Outros medicamentos que podem ser eficazes incluem: Inibidores seletivos da recaptação da serotonina (antidepressivos). Eficiente principalmente onde o gatilho é emocional. Além disso, há evidências de que a serotonina desempenha papel importante na regulação da frequência cardíaca e da pressão arterial no sistema nervoso central.
Para as pessoas com a forma de síncope vasovagal cardioinibitória, implante de marcapasso permanente pode ser benéfico ou mesmo curativo.

### Exames médicos realizados para uma avaliação precisa
- Teste de inclinação ortostática ("tilt test")[15]
- Eletrocardiograma
- Monitor Holter
- Ecocardiografia
- Eletroencefalografia (EEG)[16]